# Viganella

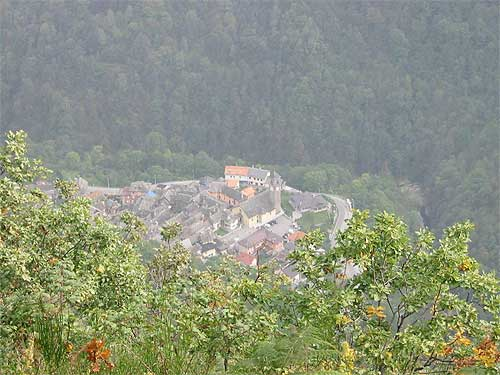
Viganella

Viganella – miejscowość i gmina we Włoszech, w regionie Piemont, w prowincji Cusio Ossola, w dolinie Val di Antrona w Alpach Pennińskich. Położona około 120 kilometrów na północny wschód od Turynu i około 30 kilometrów na północny zachód od Verbanii.
Według danych za rok 2004 gminę zamieszkiwały 204 osoby (15,7 os./km²).
Miejscowość jest położona w dolinie, gdzie przez 83 dni w okresie zimowym nie dochodzi światło słoneczne. Aby temu zaradzić, w styczniu 2007 roku na szczycie góry w pobliżu wioski zamontowano specjalne lustro o wymiarach 5 na 8 metrów. Za jego pośrednictwem do miejscowości dociera teraz światło słoneczne.
1 stycznia 2016 gmina została zlikwidowana.